# Nils Schmid
Nils Schmid (født 11. juli 1973 i Trier) er en politiker fra SPD. Schmid er uddannet jurist og var fra 2009 leder af SPD i Baden-Württemberg.

## Links
- Wikimedia Commons har flere filer relateret til Nils Schmid
- officiel hjemmeside (tysk)